# Суріпиця
Суріпиця, суріпа, суріпка, свиріпиця або свиріпа (Barbaréa) — рід трав'янистих рослин родини капустяні (Brassicaceae). Рід включає декілька десятків видів — це переважно невеликі дворічні або багаторічні рослини з темно-зеленими листками та жовтими квітками з чотиридольною оцвітиною.

## Назва
Перший представник роду був описаний в III столітті давньоримським ботаніком-натуралістом Зеноном Молодшим в книзі «Barbarea» («Барбарія») і тому рід і отримав свою латинську назву.
За іншою версією рід названий на честь святої Варвари, небесної заступниці гірників, котрі використовували суріпицю для загоєння ран.
Назва «суріпка» пішла від слова «ріпа» й префікса су-, що означає схожість, та суфікса -иц, -к.

## Використання
Barbarea verna або Американський кресс-салат використовується в салатах, а також для надання різкого смаку зелені для приготування їжі.

## Хімічний склад
Рослини містять різні типи глікозидів. Деякі типи рослини токсичні для комах з причини того, що вони містять сапоніни.

## Види
Ті види, що позначені зірочкою (*), поширені в Україні.
- Barbarea abyssinica — Суріпиця абіссинська
- Barbarea affinis
- Barbarea alpicola — Суріпиця альпійська
- Barbarea alpina
- Barbarea altaica — Суріпиця алтайська
- Barbarea americana — Суріпиця американська
- Barbarea apoiensis
- Barbarea arcuata — Суріпиця дугоподібна*
- Barbarea arisanense
- Barbarea arisanensis
- Barbarea augustana
- Barbarea aurea — Суріпиця золота
- Barbarea auriculata
- Barbarea australis Hook.f.
- Barbarea balcana — Суріпиця балканська
- Barbarea barbarea MacMill.
- Barbarea barbareae Sprague
- Barbarea bosniaca — Суріпиця боснійська
- Barbarea brachycarpa — Суріпиця короткоплідна
- Barbarea bracteosa Guss.
- Barbarea brevicaulis
- Barbarea brevistyla
- Barbarea ceretana
- Barbarea cilicica — Суріпиця кілікійська
- Barbarea ciliifera
- Barbarea cochlearifolia
- Barbarea conferta
- Barbarea croatica — Суріпиця хорватська
- Barbarea elata — Суріпиця висока
- Barbarea erysimoides
- Barbarea gradlii
- Barbarea grandiflora — Суріпиця крупноквіткова
- Barbarea grayi — Суріпиця Грея
- Barbarea hedgeana
- Barbarea heterophylla — Суріпиця різнолиста
- Barbarea hirsuta Weihe
- Barbarea hondoensis — Суріпиця хондоська
- Barbarea hongii
- Barbarea humilis — Суріпиця приземиста
- Barbarea iberica DC. — Суріпиця іберійська
- Barbarea integrifolia — Суріпиця цільнолиста
- Barbarea intermedia Boreau
- Barbarea kayserii Schur
- Barbarea ketzkhovelii T.Mardalejshvili — Суріпиця Кецховели
- Barbarea lepuznica
- Barbarea linnaei — Суріпиця Ліннея
- Barbarea lippizensis
- Barbarea longirostris — Суріпиця довгоноса
- Barbarea longisiliqua — Суріпиця довгостручкова
- Barbarea lutea — Суріпиця жовта
- Barbarea lyrata Asch. — Суріпиця ліроподібна
- Barbarea macrocarpa — Суріпиця великоплідна
- Barbarea macrophylla Halácsy — Суріпиця великолиста
- Barbarea minor — Суріпиця мала
- Barbarea morrisonensis
- Barbarea oligosperma — Суріпиця малонасіннєва
- Barbarea orthocera
- Barbarea orthoceras Ledeb. — Суріпиця пряморога
- Barbarea palustris — Суріпиця болотяна
- Barbarea parviflora — Суріпиця дрібноквіткова
- Barbarea patens
- Barbarea patula
- Barbarea perennis
- Barbarea pinnata — Суріпиця периста
- Barbarea planisiliqua
- Barbarea plantaginea
- Barbarea platycarpa — Суріпиця плоскоплідна
- Barbarea praecox — Суріпиця рання
- Barbarea prostrata — Суріпиця повзуча
- Barbarea pyrenaica — Суріпиця піренейська
- Barbarea rivularis Martrin-Donos
- Barbarea rupestris — Суріпиця скельна
- Barbarea rupicola Moris — Суріпиця кам'яна
- Barbarea schulzeana
- Barbarea sibirica — Суріпиця сибірська
- Barbarea sicula C.Presl & J.Presl — Суріпиця сицилійська
- Barbarea silvestris Jordan — Суріпиця лісова
- Barbarea stolonifera Pomel
- Barbarea stricta Andrz. — Суріпиця пряма*
- Barbarea sylvestris
- Barbarea taiwaniana — Суріпиця тайванська
- Barbarea taurica — Суріпиця кримська*
- Barbarea trichopoda
- Barbarea verna (Mill.) Asch. — Суріпиця весняна* [syn.  Erysimum vernum Mill.]
- Barbarea vicina
- Barbarea vulgaris W.T.Aiton. типовий — Суріпиця звичайна*